# Trichoplusia stigmatalis
Trichoplusia stigmatalis är en fjärilsart som beskrevs av Embrik Strand 1917. Trichoplusia stigmatalis ingår i släktet Trichoplusia och familjen nattflyn. Inga underarter finns listade i Catalogue of Life.